# Hetton (parish i Tyne and Wear)
Hetton är en civil parish i Sunderland, Storbritannien.   Den ligger i grevskapet Tyne and Wear och riksdelen England, i den centrala delen av landet, 400 km norr om huvudstaden London. Orten har 13 664 invånare (2011).